# Хайруллин, Ильдар Зиннурович
Ильдар Зиннурович Хайруллин (тат. Илдар Зиннур улы Хәйруллин; род. 6 июня 1950, Казань, Татарская АССР, РСФСР, СССР) — советский и российский татарский актёр, педагог, режиссёр. Заслуженный артист Российской Федерации (1999). Народный артист Татарской ССР (1991), заслуженный артист Татарской АССР (1982).

## Биография
Ильдар Зиннурович Хайруллин родился 6 июня 1950 года в Казани. Через некоторое время вместе с родителями переехал в Сабинский район, а затем в Лениногорск. Ходил в русский детский сад, учился в русской школе. Учился плохо, не любил математику и физику, с детства интересовался театром и мечтал стать актёром.
После окончания восьмого класса школы некоторое время работал учеником токаря в нефтяной конторе, а в 1966 году уехал в Казань поступать в Казанское театральное училище. Практически не зная татарского языка, планировал учиться в русской группе, но не был туда взят из-за внешности, однако попал в татарскую группу, сыграв на вступительных экзаменах этюд без слов. Учился на курсе у М. Х. Салимжанова, однокурсниками Хайруллина были Д. Н. Кузаева, Ф. Х. Хайруллина, Р. А. Абдуллаев, к концу обучения он выучил язык в достаточной степени. После окончания училища в 1970 году был принят в труппу Татарского государственного академического театра имени Г. Камала.
Одновременно, с 1975 года преподаёт актёрское мастерство в Казанском театральном училище, а также в Казанском институте культуры, специализируясь на предмете актёрского мастерства. В числе известных учеников — Ф. Р. Бикчантаев, Л. М. Хамитова, Р. Ч. Тухватуллин, Р. И. Гайнутдин, Р. Р. Минекаев. На протяжении ряда лет является участником жюри различных фестивалей, председателем аттестационной комиссии в Уфимском государственном институте искусств.
В 1982 году стал заслуженным артистом Татарской АССР, в 1991 году — народным артистом Татарской ССР, а в 1999 году получил звание заслуженного артиста Российской Федерации. В 2014 году подписал открытое письмо деятелей культуры России в поддержку позиции президента России В. Путина по Украине и Крыму. В 2020 году отметил 70-летний юбилей. Активно высказывает своё мнение по различным вопросам, озабочен проблемами сохранения татарского языка, развития национального театра и драматургии.

## Очерк творчества
Известен как многоплановый актёр, стремящийся передать внутреннее содержание образа через яркую выразительную внешнюю форму. Поначалу был задействован в ведущих юношеских ролях, затем перешёл на острохарактерные образы и на отрицательных персонажей. В целом, творчество Хайруллина критиками делится на три условные группы — образы положительных молодых героев, своих современников, только вступающих в жизнь; уже повзрослевшие, но ещё сравнительно молодые герои, как положительные, так и отрицательные, познавшие драматические стороны жизни; и эксцентричные, фарсовые персонажи с отточенной, графически четкой формой комизма и уморительности. Благодаря выразительным сценическим данным, явному актёрскому темпераменту, широкому творческому диапазону довольно скоро стал одним из ведущих мастеров театра Камала. С первых же ролей привлёк внимание зрителя динамикой и активностей сцен, в которых был задействован, своей убедительностью в передаче мотивов поведения героя, умелым раскрытием психологической глубины и остроты драматического конфликта. Замечательной в этом плане является роль деревенского парня Сайфуллы в спектакле «Молодые сердца» Ф. Бурнаша, где Хайруллин воплотил шустрого балагура и заводилу, получающего удовольствие от собственных импровизаций и заставляющего других безудержно смеяться.
Свидетельством быстрого роста мастерства Хайруллина как актёра стало создание им в 1981 году неожиданного и непривычного для себя образа Поэта в спектакле «У совести вариантов нет» Т. Миннуллина. Как персонаж, выступающий от имени автора, Поэт размышляет о месте подвига в жизни человека и является связующим звеном всего действия спектакля о поэте-герое М. Джалиле. Вся роль Хайруллина пронизана мыслью, его герой мучается, ищет, радуется, негодует. Он то падает на колени перед Джалилем и как свой входит в тюремную камеру джалильцев, то присядет в сторонке и пристально всматривается в лица героев, либо захлёстнутый эмоциями бежит к Розенбергу и к Каину. Поэт метается, он пытается узнать, в чем корни и истоки мужества Джалиля и его товарищей. Подхватывая последние строки спетой перед казнью песни, Поэт/Хайруллин несёт её дальше, как бы продолжая дела джалильцев. Он напоминает всем живущим о величии и бессмертии героев, проводя мысль о том, что за смертью всё не кончается, после человека остаётся идея, которую нужно нести дальше и жить его именем. Хайруллин справился с такой трудной ролью, а образ Поэта стал одним и запоминающихся в его творчестве. К джалилевской теме Хайруллин подошёл ещё в 1968 году, когда 17-летним студентом снялся в фильме «Моабитская тетрадь» режиссёра Л. А. Квинихидзе и сыграл роль Зайни. Фильм получил известность, выведя тему подвига сына татарского народа на всесоюзный уровень, а Хайруллина стали узнавать на улицах.
Для создания характеристик ряда своих персонажей Хайруллин умело использует эксцентричные и фарсовые краски, демонстрируя при этом профессиональное владение всеми средствами сценической выразительности. Свидетельством появления такой новой грани творчестве актёра стала роль оборвыша Абдулича в спектакле «Беглецы» Н. Исанбета. Хайруллин практически примерил на себя маску Ч. Чаплина — длинный красный нос, взлохмаченные волосы, забавные выражения физиономии, замызганный пиджачок и узкие брючки с дырявыми башмаками. Однако, за такой яркой театральной выразительностью актёром был показан пустой и никчёмный человек, «великий» лишь в своих претензиях. Найденные при создании образа Абдулича средства выразительности прослеживаются и в других ролях Хайруллина, как-то у жалкого и нелепого Карандышева из «Бесприданницы» А. Н. Островского, у Труффальдино в спектакле «Слуга двух господ» по К. Гольдони, лукавого, верткого, умеющего выбраться из любой тупиковой ситуации, или же у Пеппино в комедии «Суббота, воскресенье, понедельник» Э. де Филиппо, усталого и задёрганного жизнью человека. Как положительные, так и отрицательные, сугубо драматические и комедийно-эксцентрические роли и образы, созданные Хайруллиным на протяжении нескольких десятилетий, иной раз даже путём простого молчания или взгляда выразительных глаз, демонстрируют убедительную многомерную жизненность, психологическую законченность, узнаваемость людских характеров, особую человеческую пронзительность, свидетельствуют о его замечательном актёрском мастерстве.
В числе наиболее значительных ролей — Сайфулла («Молодые сердца» Ф. Бурнаша), Алим («Сумерки» А. Гилязова), Исмагил («Четыре жениха Диляфруз»), Григорий («Конокрад»), Поэт («У совести вариантов нет»), Хабир («Любовница» Т. Миннуллина), Тагир («Если любовь настоящая» Х. Вахита), Абдулич («Беглецы» Н. Исанбета), Ильяс («Казанское полотенце»), Исмагил («Угасшие звезды» К. Тинчурина), Мухаметжан (Банкрот Г. Камала), Жанбай («Идегей» Ю. Сафиуллина), Вор («Вор» З. Хакима), Инсаф («Приехала мама» Ш. Хусаинова), Закир («Реестр любви»), Хамза («GO! Баламишкин» Ф. Булякова), Жених («Жених и невеста» М. Байджиева), Таймураз («Не беспокойся, мама» Н. Думбадзе), Вершинин («Три сестры» А. П. Чехова), Карандышев («Бесприданница»), Худобаев («Светит, да не греет» А. Н. Островского), Максим («Как звезды в небе» по М. Горькому), Плетнев («Солдатская вдова» Н. Анкилова), Труффальдино («Слуга двух господ» К. Гольдони), Лауренсио («Дурочка» Л. де Вега), Пеппино («Суббота, воскресенье, понедельник» Э. де Филиппо), Петруччо («Укрощение строптивой» У. Шекспира).
Одновременно с актёрской деятельностью, с 1975 года начал пробовать себя в режиссуре, поставил несколько десятков спектаклей на сценах театра Камала, а также для районных коллективов, в том числе Мензелинского, Набережночелнинского и Альметьевского татарского драматического театров. Критикой выделяются такие постановки, как «Сююмбике выбирает жениха» Ф. Яруллина, «Любовница», «Четыре жениха Диляфруз» Т. Миннуллина, «Пуля», «Случайная остановка» Д. Салихова, «Давай поженимся» Н. Гаитбая, «Дело было в переулке» З. Хакима, «Моя теща» Г. Д. Хугаева, «Украденное счастье» И. Я. Франко, «Ретро» А. М. Галина, «Мамуля» С. Н. Белова. Внимание привлёк ремейк спектакля «У совести вариантов нет» Т. Миннуллина, где режиссёр Хайруллин вернулся к роли Поэта, большой резонанс получил также и его спектакль «Смелые девушки» Т. Гиззата. Также активно снимается в татарских фильмах и сериалах, например, «Зулейха открывает глаза» Е. М. Анашкина, «Живы ли вы?» И. Р. Ягафарова, «823 километр» И. Г. Хафизова. Основой актёрской работы Хайруллин считает старательность и любовь к профессии, а самого себя полагает лишь актёром, интересующимся режиссурой.
Я не настолько выдающийся, чтобы с кем‑то себя сравнивать. Каждый из нас - индивидуален. Ценность в том, что мы друг на друга не похожи, мы все разные, мне это и нравится. А на кого‑то быть похожим, тем более человеку искусства - это не очень хорошо. Я однажды в интервью сказал, что для актёра не должно быть эталонов. Если какой‑то актёр нравится, то начинаешь подражать ему. Нельзя в искусстве подражать. А в газете поставили заголовок: «Хайруллин против кумиров». Дело же не в этом. Можно на кого‑то обращать внимание, но не стоит копировать.Ильдар Хайруллин, 2016 год.

## Награды

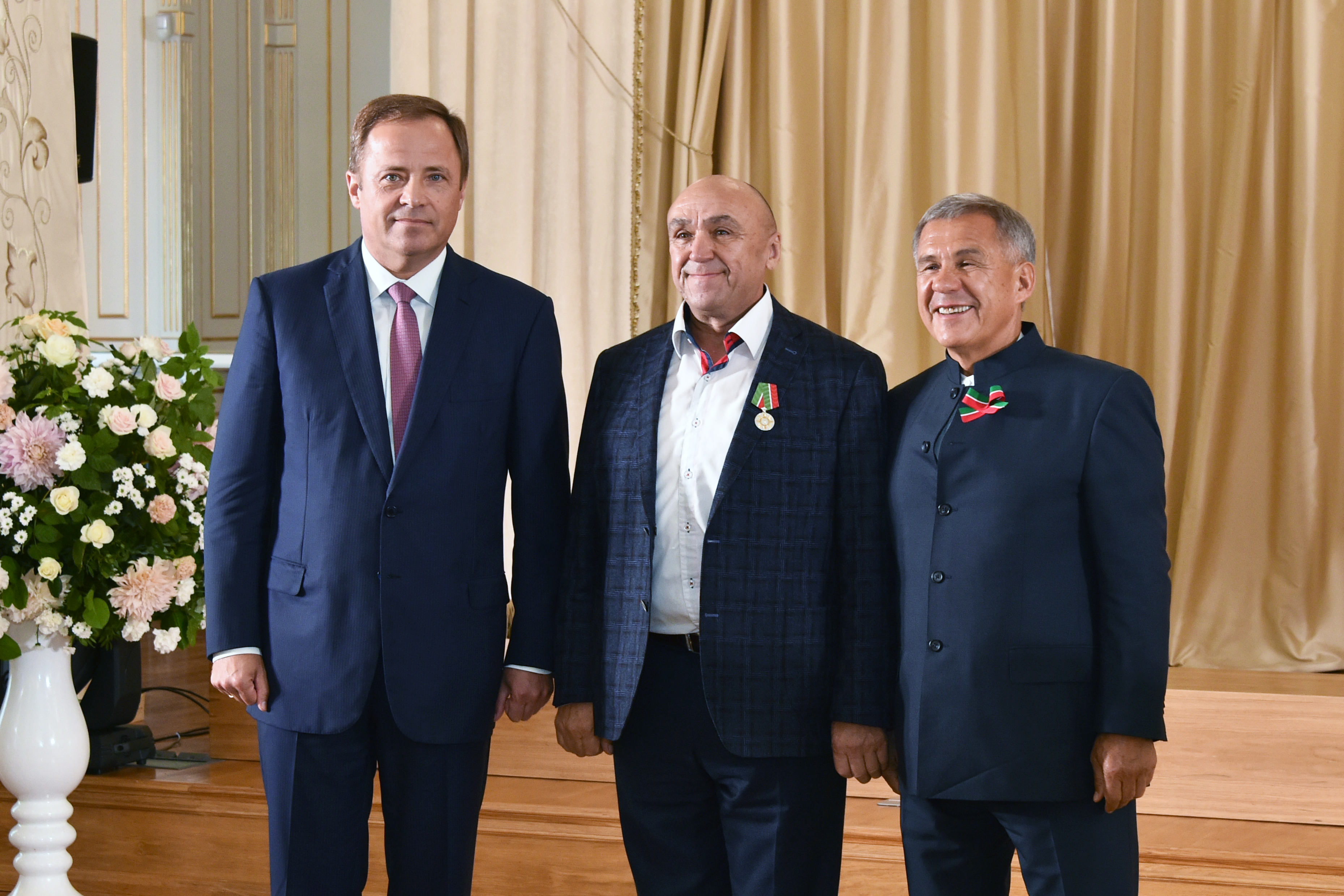
На вручении медали с полномочным представителем президента РФ И. А. Комаровым и президентом РТ Р. Н. Миннихановым, 2020 год

- Почётное звание «Заслуженный артист Российской Федерации» (1999 год) — за заслуги в области искусства[37].
- Почётное звание «Народный артист Татарской ССР» (1991 год)[10].
- Почётное звание «Заслуженный артист Татарской АССР» (1982 год)[7].
- Орден «Дуслык» (2025 год) — за особый вклад в развитие театрального искусства, многолетнюю плодотворную творческую деятельность[38].
- Медаль ордена «За заслуги перед Республикой Татарстан» (2020 год) — за особый вклад в развитие театрального искусства и плодотворную творческую деятельность[39].
- Медаль «За доблестный труд» (2010 год)[40].
- Республиканская премия в области театрального искусства имени Марселя Салимжанова[тат.] (2021 год) — за многолетнюю плодотворную творческую, педагогическую, общественную деятельность и большой вклад в развитие татарского театрального искусства[41].

## Личная жизнь
Жена — Алсу Гайнуллина (р. 1954), народная артистка Российской Федерации (1996) и Татарской АССР (1987), лауреат Государственной премии Республики Татарстан имени Габдуллы Тукая (2012). Сын — Искандер (р. 1974), народный артист Республики Татарстан (2015), лауреат премии имени Тукая (2019). Есть внуки.